# Пам'ятинська сільська рада
Па́м'ятинська сільська рада (рос. Памятинский сельский совет) — сільське поселення у складі Білозерського району Курганської області Росії.
Адміністративний центр — село Пам'ятне.
Населення сільського поселення становить 776 осіб (2017; 906 у 2010, 1227 у 2002).

## Склад
До складу сільського поселення входять:
| Населений пункт       | Населення, осіб (2002) | Населення, осіб (2010) |
| --------------------- | ---------------------- | ---------------------- |
| Волосникова, присілок | 166                    | 79                     |
| Пам'ятне, село        | 711                    | 619                    |
| Стінниково, присілок  | 121                    | 78                     |
| Усть-Суєрське, село   | 229                    | 130                    |